# Coelioxys leptura
Coelioxys leptura is een vliesvleugelig insect uit de familie Megachilidae. De wetenschappelijke naam van de soort is voor het eerst geldig gepubliceerd in 1806 door Illiger.